# Roxburgh (Neuseeland)
Roxburgh ist ein kleiner Ort im Central Otago District der Region Otago auf der Südinsel von Neuseeland.

## Namensherkunft
Der Ort wurde nach Roxburgh, einer alten, verfallenen Stadt am River Teviot in Schottland benannt.

## Geographie
Der Ort befindet sich rund 33 km südsüdwestlich von Alexandra und rund 51 km nordnordwestlich von Lawrence im Tal des Clutha River/Mata-Au. Rund 7 km nördlich befindet sich der Roxburgh Dam, der der erste Staudamm des Clutha River/Mata-Au war, der zur Stromerzeugung diente. Durch Roxburgh führt der New Zealand State Highway 8, der den Ort mit Alexandra im Norden und den östlichen Teilen der Region von Otago verbindet. Ein kleiner Flugplatz mit Graspiste nördlich des Ortes lässt den Flugverkehr mit kleinen einmotorigen Flugzeugen zu.

## Geschichte
Roxburgh besaß eine Bedeutung zur Zeiten des Otago-Goldrauschs in den 1860er-Jahren.
Von 1928 bis 1968 führte der Roxburgh Branch, eine Nebenbahn der Main South Line bis nach Roxburgh. Während der gesamten Betriebszeit der Linie fuhr der Eisenbahnverkehr auf ihr Verluste ein, half jedoch bei der wirtschaftlichen Entwicklung des Ortes und war auch wichtig für die Materialversorgung bei Bau des Roxburgh Dam.
Verblieben sind von dem früheren Eisenbahnendpunkt in Roxburgh Reste, wie die Grube einer Drehscheibe, ein Wassertank für die Versorgung von Dampflokomotiven und das Bahnhofsgebäude, eine Scheune und eine Werkstatt. Die meisten Häuser, in denen einst die Eisenbahner wohnten, bekannt als „Railway Houses“, stehen noch heute und sind in privater Hand.

## Bevölkerung
Zum Zensus des Jahres 2013 zählte der Ort 522 Einwohner, 14,7 % weniger als zur Volkszählung im Jahr 2006.

## Wirtschaft
Viehwirtschaft und Obstanbau sind die wichtigsten Wirtschaftszweige in und um Roxburgh. Weite Obstplantagen sind entlang des Clutha River/Mata-Au zu finden und direkt nördlich in einer Ebene auf der gegenüberliegenden Flussseite. Die Region ist eines der wichtigsten Anbaugebiete für Äpfel in Neuseeland. Des Weiteren werden bevorzugt Kirschen, Aprikosen, Pfirsiche und Pflaumen angebaut.
Ein weiterer, aber nicht mehr so bedeutender Wirtschaftszweig bildet der Braunkohletagebau, der sich rund 1 km westlich des Roxburgh Dams und der kleinen Siedlung Lake Roxburgh Village auftut.

## Medien
Die Stadtaufnahmen des Films „Als das Meer verschwand“ (2004) wurden in Roxburgh gedreht.

## Persönlichkeiten
- David Parker (* 1960), Jurist und Politiker